# 加爾各答都會區
加尔各答都会区（Kolkata metropolitan area）又称大加尔各答，指的是位於印度西孟加拉邦加尔各答以及周邊的城市群。它是继德里和孟买之后印度人口第三多的都會區。该地区由加尔各答大都会发展局負責管理。加爾各答都會區面積為1,886.67 km 2。根据2011年印度人口普查，加尔各答都会区总人口为14,112,536人。 